# Driesch (Neunkirchen-Seelscheid)
Driesch ist ein Ortsteil von Seelscheid in der Gemeinde Neunkirchen-Seelscheid im Rhein-Sieg-Kreis. 

## Lage
Der ehemals eigenständige Ort Driesch liegt am Nordrand von Seelscheid zwischen Bergseelscheid und Leienhof.

## Geschichte
1830 hatte Trisch zwölf Einwohner. 1845 hatte der Hof 13 katholische Einwohner in zwei Häusern. 1888 gab es zwei Bewohner in nur noch einem Haus.
1910 wohnte hier die Ackererfamilie Johann Oberdörster.
Die Siedlung gehörte bis 1969 zur Gemeinde Seelscheid.